# Campoletis heliae
Campoletis heliae är en stekelart som först beskrevs av William Harris Ashmead 1896.  Campoletis heliae ingår i släktet Campoletis och familjen brokparasitsteklar. Inga underarter finns listade.